# Bunsenventil
Ein Bunsenventil (nach seinem Erfinder Robert Bunsen benannt) ist ein einfach herzustellendes und zu handhabendes Ventil, das in chemischen Laboren genutzt wird, um in einer Apparatur einen niedrigen Überdruck herzustellen und sicherzustellen, dass von außen kein Gas eindringen kann. Man verwendet es, wenn eine Apparatur mit einem Schutzgas gespült wird, um Sauerstoff und/oder Feuchtigkeit von der Reaktionsmischung fernzuhalten oder bei Hydrierungen um einen leichten Wasserstoffüberdruck zu erzeugen, aber zu verhindern, dass Sauerstoff aus der Luft in die Apparatur eindringt, falls durch Wasserstoffverbrauch der Druck in der Apparatur sinkt.  Hergestellt wird es, indem auf eine Seite eines kurzen Stücks Gummischlauch ein Glasrohr und auf die andere ein Glasstab gesteckt und der Gummischlauch mit einer scharfen Klinge längs aufgeschnitten wird. Von innen kann durch die Lippengeometrie das Gas gut entweichen, von außen werden die Lippen zusammengepresst und es kann kein Gas eindringen. Je nach Schlauchmaterial und Länge des Schnittes können unterschiedliche Drucke in der Apparatur aufgebaut werden. Diese Werte sind aber nur ungenau reproduzierbar und hängen von einer Vielzahl von Faktoren ab. Als grobe Faustregel kann gelten, dass mit Wasserschläuchen aus Gummi Überdrucke von 10–25 mbar aufgebaut werden können, mit Vakuumschläuchen bis zu 500 mbar. Die Schnitte sollten nicht kürzer als das Fünffache und nicht länger als das ca. Zehnfache der Wandstärke des Schlauches sein, weil bei zu kurzen Schnitten der Druck zu stark steigen und bei zu langen Schnitten es zu Undichtigkeiten kommen kann. Gewebeschläuche und Schläuche aus unelastischem Material wie PTFE sind für die Herstellung von Bunsenventilen nicht geeignet.